# Tisno
Tisno (en italien : Stretto) est un village et une municipalité située en Dalmatie, dans le comitat de Šibenik-Knin, en Croatie. Au recensement de 2001, la municipalité comptait 3 239 habitants, dont 97,22 % de Croates et le village seul comptait 1 377 habitants.

## Localités
La municipalité de Tisno compte six localités :

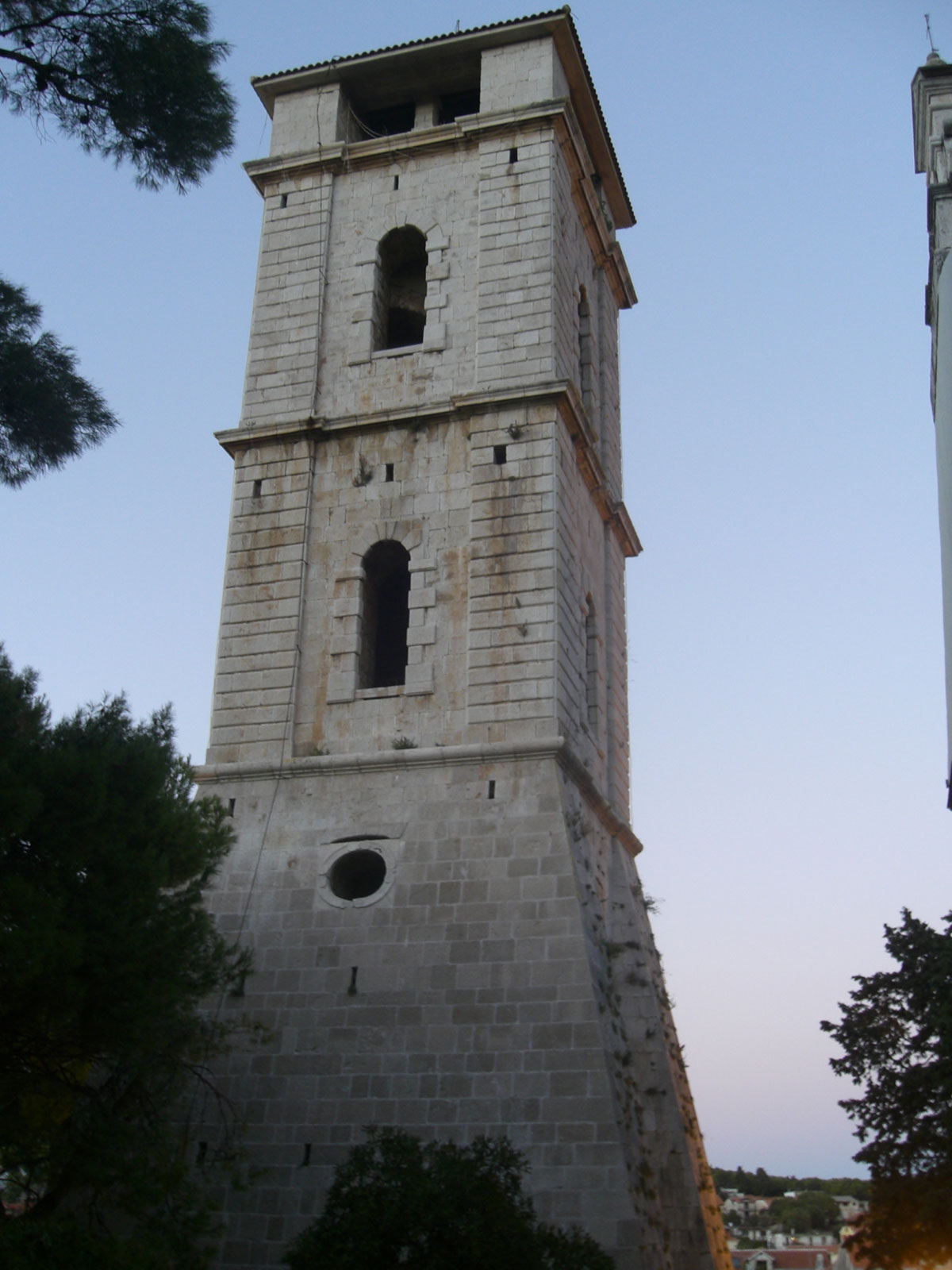
Le clocher de l'église à Tisno.

- Betina
- Dazlina
- Dubrava kod Tisna
- Jezera
- Ivinj
- Tisno

## Jumelages
Tisno est jumelée avec 27 autres communes d'Europe, une par pays de l'Union européenne, dans le cadre de la Charte des Communes Rurales d'Europe, :
- Hepstedt (Allemagne)
- Lassee (Autriche)
- Bièvre (Belgique)
- Slivo pole (Bulgarie)
- Léfkara (Chypre)
- Næstved (Danemark)
- Bienvenida (Espagne)
- Põlva (Estonie)
- Kannus (Finlande)
- Cissé (France)
- Kolindros (Grèce)
- Nagycenk (Hongrie)
- Cashel (Irlande)
- Bucine (Italie)
- Kandava (Lettonie)
- Žagarė (Lituanie)
- Troisvierges (Luxembourg)
- Nadur (Malte)
- Esch (Pays-Bas)
- Strzyżów (Pologne)
- Samuel (Portugal)
- Starý Poddvorov (Tchéquie)
- Ibănești (Roumanie)
- Desborough (Royaume-Uni)
- Medzev (Slovaquie)
- Moravče (Slovénie)
- Ockelbo (Suède)